# PFK Černo More Varna
PFK Černo More Varna je bulharský fotbalový klub z města Varna. Založil ho v roce 1913 český pedagog Karel Škorpil a pojmenoval ho Reka Tiča podle původního názvu řeky Kamčija. V roce 1921 se od něj oddělil nový klub SK Vladislav (podle krále Vladislava III. Varnenčika), který se stal mistrem Bulharska v letech 1925, 1926 a 1934, v roce 1938 vyhrála ligu také Tiča. V roce 1945 se oba kluby spojily jako Tiča-Vladislav, v roce 1948 byl tým přejmenován na Botev (podle revolucionáře Christo Boteva), v roce 1950 se stal armádním klubem a dostal název VMS (Vojenské mořské síly), od roku 1962 se jmenuje podle Černého moře.
V nejvyšší soutěži hrál klub v letech 1960–1976, 1978–1986, 1988–1990, 1993–1994 a od roku 2000. Nejlepším poválečným umístěním byla třetí příčka v roce 2009. V roce 2015 klub vyhrál bulharský fotbalový pohár i bulharský superpohár. Největším úspěchem v evropských pohárech byl postup z předkol do 1. kola Poháru UEFA 2008/09, kde vypadl s VfB Stuttgart.